# Fiskars
Fiskars is een firma die consumentengoederen produceert, gelegen in Fiskari, Pohja in Finland. De hoofdzetel bevindt zich circa 100 kilometer ten westen van Helsinki. De bekendste producten van Fiskars zijn hun scharen (herkenbaar aan de oranje handvatten), bijlen, maar ook hun messen.

## Geschiedenis
Fiskars werd opgericht in 1649 door een Nederlandse koopman Peter Thorwöste, die toestemming kreeg van koningin Christina I van Zweden om een metaalgieterij op te zetten in het dorpje Fiskari (Fiskars in het Zweeds) nabij Helsinki. In de beginjaren maakte Fiskars spijkers, draad, schoffels, wielversterkingen, maar hij kreeg geen toestemming om wapens te maken.
Fiskars is het op één na oudste privébedrijf in Finland. In 1915 ging Fiskars naar de effectenbeurs van Helsinki.
Naarmate de industriële ontwikkeling in Europa versnelde, stond Fiskars voorop in innovatie en wilde het bedrijf een fabrikant van landbouwmachines, stoommachines en huishoudgereedschap worden. Het eerste paar Fiskars-scharen werd meer dan 130 jaar geleden gemaakt en was gemaakt van gesmeed staal. Het beroemdste ontwerp, de ergonomische oranje schaar, werd in 1967 ontworpen door Olof Bäckström. Fiskars was ook een van de eerste bedrijven in Europa dat magnetronovens produceerde.

## Merken en producten
De belangrijkste internationale merken van de Fiskars Group:
- Fiskars (scharen, tuingereedschap, keukenmessen)
- Iittala (glaswerk, keramiek en interieur)
- Gerber Legendary Blades (messen)
- Royal Copenhagen (Deens porselein)
- Waterford Crystal
- Wedgwood

Andere belangrijke merken:
- Arabia (keramiek, keukengerei, Finland)
- Gilmour (wateringsproducten)
- Hackman (kookgerei, bestek, Finland)
- Royal Albert
- Royal Doulton
- Emile Leborgne
- Rörstrand

## Financiën
In 2015 boekte Fiskars een netto-omzet van 1,1 miljard euro en een aangepast bedrijfsresultaat van 65,1 miljoen euro. De cashflow uit operationele activiteiten bedroeg 47,6 miljoen euro.
In 2016 boekte Fiskars een netto-omzet van 1,2 miljard euro en een aangepast bedrijfsresultaat van 93,8 miljoen euro. De kasstroom uit operationele activiteiten bedroeg 83,8 miljoen euro.

## Fotogalerij

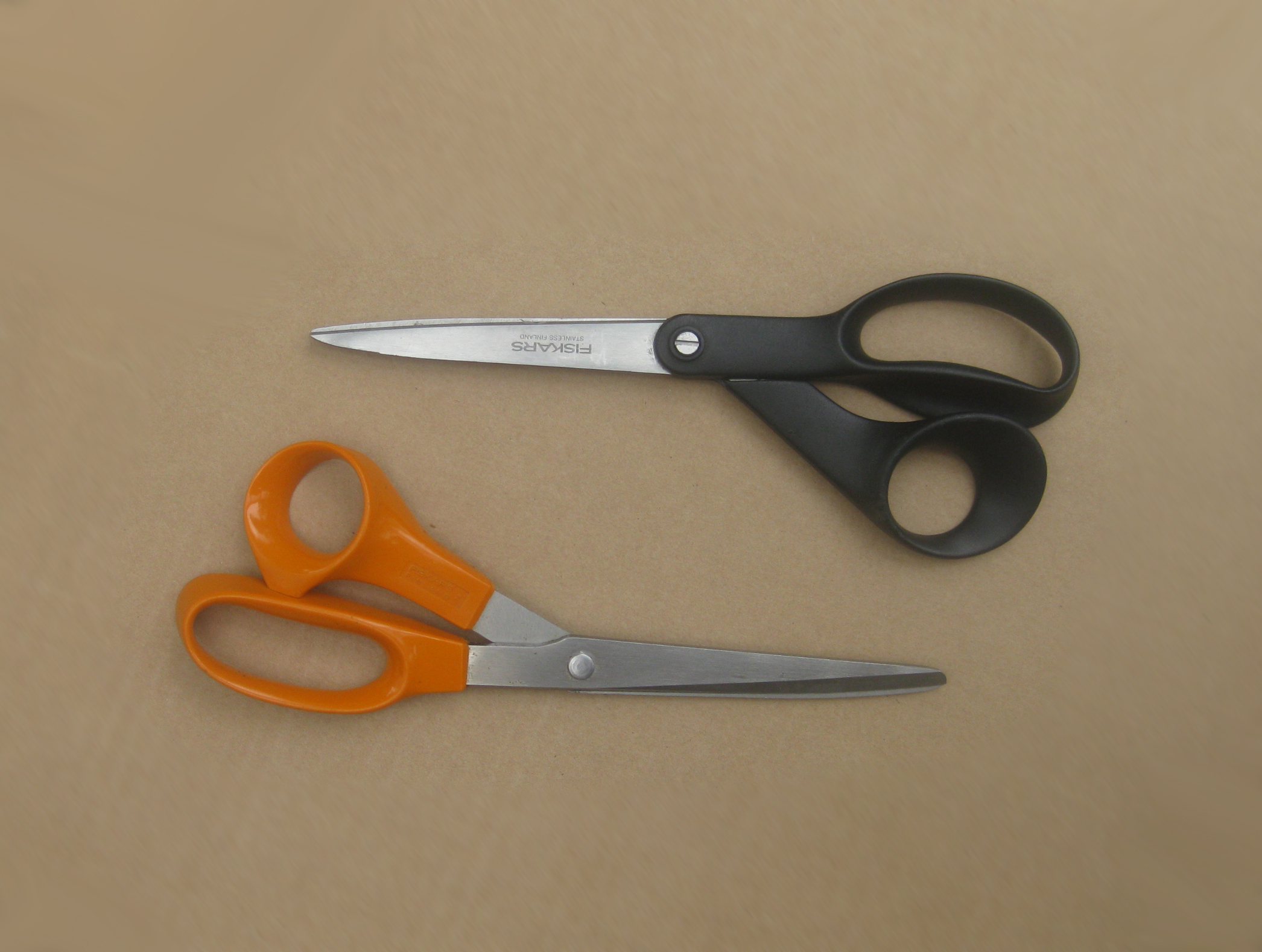
Scharen van Fiskars, hun bekendste product
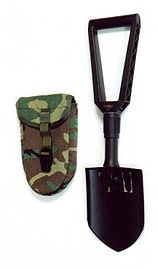
Militair handgereedschap van Fiskars voor het United States Marine Corps
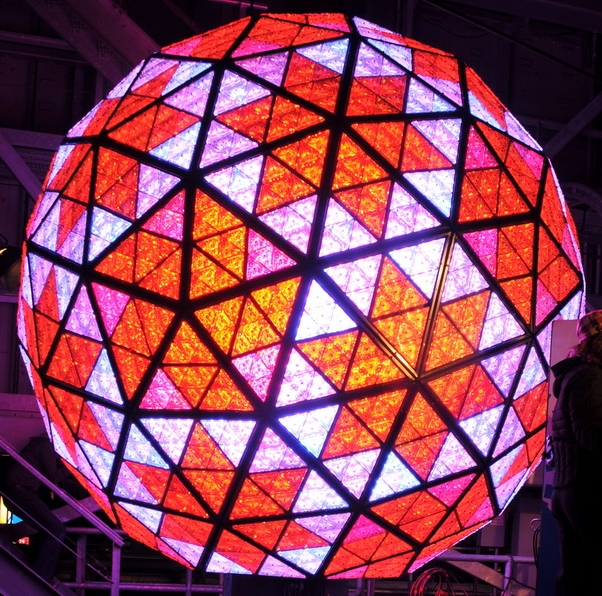
Waterford kristallen bal, ontworpen voor de nieuwjaarsvieringen op Times Square